# Kunići Ribnički
 Kunići Ribnički  falu Horvátországban Károlyváros megyében. Közigazgatásilag Netretićhez tartozik.

## Fekvése
Károlyvárostól 17 km-re, községközpontjától  6 km-re nyugatra a Kulpa jobb partján, a szlovén határ közelében fekszik.

## Története
1857-ben 272, 1910-ben 260 lakosa volt. A település trianoni békeszerződésig Zágráb vármegye Károlyvárosi járásához tartozott. 2011-ben 22 lakosa volt.

## Nevezetességei
Szent Katalin tiszteletére szentelt plébániatemploma.

## Lakosság
| Lakosság változása | Lakosság változása | Lakosság változása | Lakosság változása | Lakosság változása | Lakosság változása | Lakosság változása | Lakosság változása | Lakosság változása | Lakosság változása | Lakosság változása | Lakosság változása | Lakosság változása | Lakosság változása | Lakosság változása | Lakosság változása |
| ------------------ | ------------------ | ------------------ | ------------------ | ------------------ | ------------------ | ------------------ | ------------------ | ------------------ | ------------------ | ------------------ | ------------------ | ------------------ | ------------------ | ------------------ | ------------------ |
| 1857               | 1869               | 1880               | 1890               | 1900               | 1910               | 1921               | 1931               | 1948               | 1953               | 1961               | 1971               | 1981               | 1991               | 2001               | 2011               |
| 272                | 302                | 322                | 312                | 275                | 260                | 197                | 261                | 234                | 212                | 169                | 138                | 109                | 94                 | 36                 | 22                 |

## Nevezetességei
Szent Katalin tiszteletére szentelt plébániatemploma. A templom és a plébániaház épületegyüttese a Kulpa folyó völgye feletti domináns helyen helyezkedik el. A templom egyhajós, téglalap alaprajzú, hosszúkás, félkör záródású szentéllyel, a szentélytől délnyugatra fekvő sekrestyével és a főhomlokzat feletti harangtoronnyal. A templom 1842-ben épült. Aleksandar Brdarić építette feltehetően Antun Stiedl tervei alapján. A plébániaház egy földszintes ház félig földbe süllyesztett pincével, magas nyeregtetővel borítva, egyszerű téglalap alakú alaprajzzal és szerény külső kialakítással. A templommal egy időben épült.